# Sōsaku Suzuki
Sōsaku Suzuki (鈴木 宗作, Suzuki Sōsaku) (27 septembre 1891 - 19 avril 1945) est un général de l'armée impériale japonaise qui fut tué aux Philippines durant la reconquête américaine de l'archipel.

## Biographie
Né dans la préfecture d'Aichi, Suzuki sort diplômé de la 24e promotion de l'académie de l'armée impériale japonaise en 1912 puis de la 31e promotion de l'école militaire impériale du Japon en 1920. Il sert ensuite comme officier résident en Allemagne de 1922 à 1925. Promu capitaine en 1927, il est affecté aux affaires militaires du ministère de la Guerre l'année suivante.
Transféré à l'armée japonaise du Guandong en 1933, Suzuki sert en Mandchourie pendant trois ans comme chef de la police militaire kenpeitai et, peu après sa promotion de major en 1935, il deivent commandant du 4e régiment d'infanterie jusqu'en 1937.
Promu major-général l'année suivante, il est nommé chef d'État-major de l'armée expéditionnaire japonaise de Chine centrale où il sert jusqu'en 1939. Après divers postes à l'État-major de l'armée impériale japonaise, Suzuki est promu lieutenant-général en mars 1941 et réaffecté à la 25e armée sous le général Tomoyuki Yamashita en novembre. La 25e armée participe à la campagne de Malaisie du 8 décembre 1941 au 5 février 1942 au début de la guerre du Pacifique.
Après une série de postes administratifs autour des transports militaires entre 1943 et 1944, Suzuki est nommé commandant de la 35e armée basée sur l'île de Cebu aux Philippines et chargée de la défense du sud des Philippines.
Les Américains débarquent sur l'île voisine de Leyte le 20 octobre 1944 et Suzuki envoie 45 000 soldats à leur rencontre. Cependant, grâce à leur supériorité numérique et leur domination aérienne, les Alliés déciment les forces japonaises fin décembre. Le 25 décembre 1944, il reçoit l'ordre d'évacuer autant de troupes que possible pour aller défendre les autres îles du sud des Philippines. Le 25 mars 1945, il s'échappe de la ville de Cebu. Mais quand les forces américano-philippines débarquent sur Cebu le lendemain, il se replie dans les hauteurs avant de tenter d'atteindre l'île de Mindanao. Le 8 avril, il reçoit un télégramme lui demandant d'aller porter assistance au major Rijome Kawahara qui est finalement tué tandis que la ville de Cebu est capturée par les forces américano-philippines (en). Suzuki continue son périple pour s'enfuir mais ses bateaux sont attaqués par des avions alliés et il est tué au combat le 19 avril 1945. Il est promu général à titre posthume.